# Uropygi
Los uropigios o uropígidos (Uropygi) son un orden de arácnidos, comúnmente llamados vinagrillos, vinagrones o escorpiones látigo, que incluye cerca de 126 especies que se distribuyen en regiones tropicales y subtropicales, en donde viven debajo de las rocas y troncos. Aparecen en el registro fósil en el Carbonífero. Carecen de glándulas venenosas pero tienen glándulas anales, con las que expulsan un líquido con olor a vinagre; este líquido al contacto con la piel genera una reacción que causa irritación.  
Son de color pardo-rojizo u oscuros y presentan un largo flagelo multiarticulado al final del cuerpo; miden entre 2 y 15 cm. 

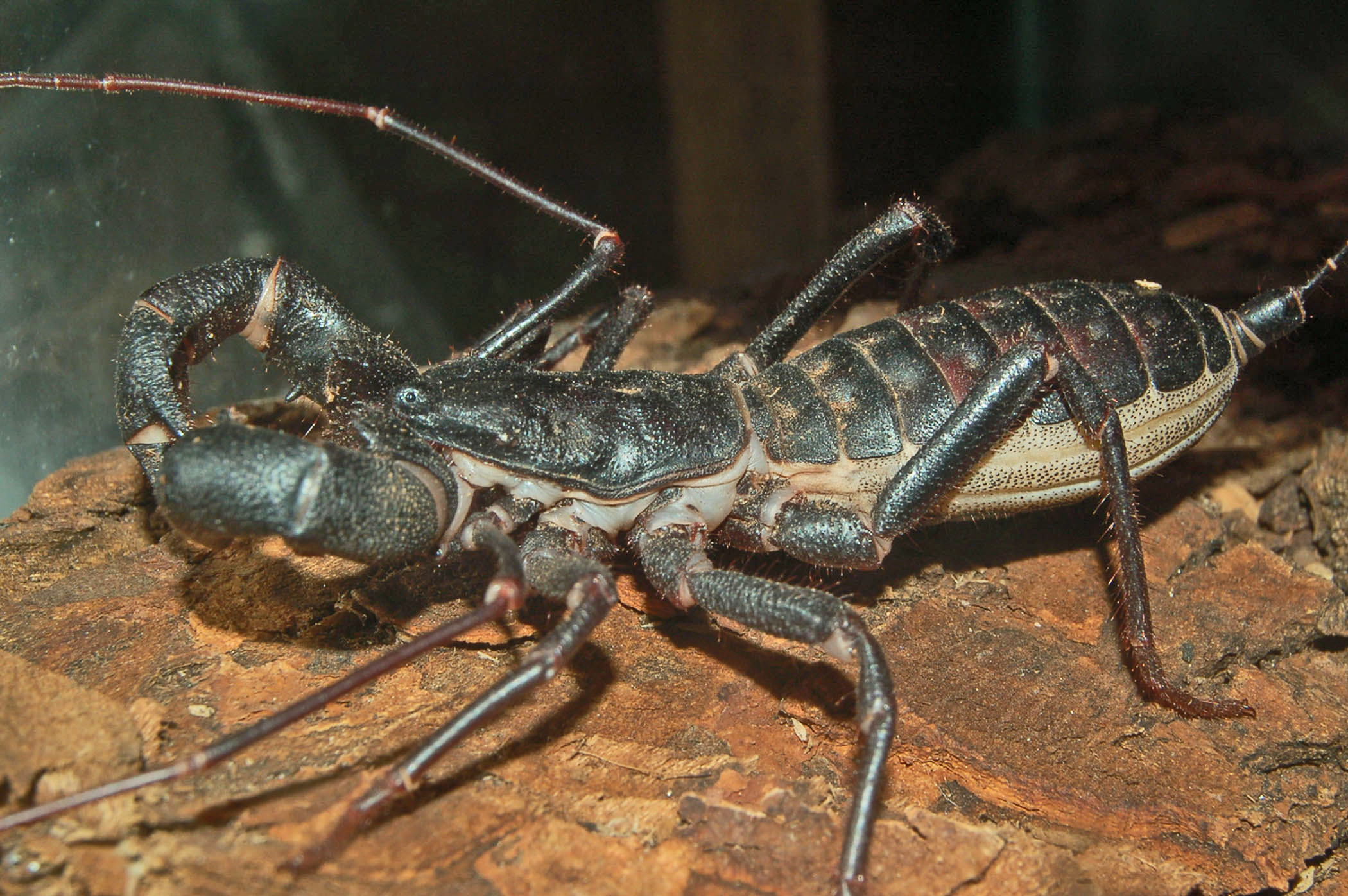
Mastigoproctus giganteus.

## Nombre
El nombre "uropygi" significa "cola trasera", del Griego οὐροπύγιον (ouropugion), del οὐρά (oura) "cola" y πυγή (puge) "trasero".

## Características
Como los demás arácnidos, los uropigios tienen el cuerpo dividido en dos regiones o tagmas, el prosoma (tronco o cefalotórax) y el opistosoma (abdomen).

### Prosoma
Dorsalmente presenta un escudo en el que se ubican un par de ojos simples medios anteriores y un grupo de tres ocelos laterales; ventralmente presenta tres placas. 
Los quelíceros son pequeños y están compuestos de dos artejos, el basal en forma de tallo y el distal en forma de uña. Los pedipalpos presentan forma de quela muy burda; presentan ornamentaciones llamadas apófisis, con las cuales el organismo tritura el alimento para después introducirlo a la boca. De los cuatro apéndices ambulatorios, el primero es más largo y de tipo anteniforme, los siguientes tres son locomotores.

### Opistosoma
Está compuesto de 12 metámeros o segmentos, el primero forma un pedicelo que se une al prosoma, el segundo corresponde al genital cubierto con un opérculo, lateralmente presenta espiráculos respiratorios, el metámero 12 lleva un característico flagelo multiarticulado, además del ano y los orificios de las glándulas anales que se abren a cada lado del ano, por los que arrojan una sustancia líquida de olor similar al vinagre. El líquido está compuesto de un 84% de ácido acético, 5% de ácido cáprico y 11% de agua; de función tanto defensiva como ofensiva, lo lanza contra sus presas (generalmente otros artrópodos), lo que debilita la cutícula facilitando su captura con ayuda de los pedipalpos; este líquido es inofensivo para seres humanos. El pedicelo permite levantar el opistosoma para dirigir el chorro, posteriormente las presas son tomadas con los pedipalpos y luego son pasadas a los quelíceros, y realizan una predigestión externa (similar a todos los arácnidos).
El sistema excretor está compuesto por un par de glándulas coxales que desembocan bajo el último par de apéndices locomotores, además tienen tubos de Malpighi y nefrocitos, que se encuentran alrededor de las filotráqueas. 

## Hábitat
El mayor número de especies de vinagrillos se localiza en las zonas tropicales y subtropicales, donde la humedad ambiental, relativamente abundante, es la adecuada para el perfecto desarrollo de estas criaturas. Sin embargo, es posible encontrar algunas especies también en zonas más o menos secas, aunque en este caso su actividad se desarrolla siempre durante las horas nocturnas. Usualmente cavan madrigueras subterráneas con sus pedipalpos a las cuales transportan a sus presas. También pueden enterrarse debajo de troncos, maderas, rocas y otros desechos naturales. Prefieren los lugares húmedos, oscuros y evitan la luz del día.
Los vinagrillos por lo general son unos depredadores feroces y nocturnos alimentándose especialmente de insectos, gusanos, hasta incluso pueden cazar otros arácnidos más peligroso como escorpiones o arañas y también en algunos casos pequeños vertebrados como ratones o lagartijas. Son valiosos para controlar las poblaciones de cucarachas y grillos.

## Reproducción
Los machos elaboran un espermatóforo que se transfiere a la hembra siguiendo el comportamiento de cortejo en el cual el macho sostiene los extremos de las primeras patas de la hembra con sus quelíceros. El espermatóforo se deposita en el suelo y es recogido por la hembra utilizando su área genital. En algunos géneros el macho usa sus pedipalpos para empujar al espermatóforo hacia su cuerpo.
Después de unos meses la hembra excava una gran madriguera y se sellará dentro. Luego ponen hasta 40 huevos dentro de una cría membranosa que preserva la humedad y permanece unida al opérculo genital y al quinto segmento del opistosoma ventral de la madre. La hembra se niega a comer y sostiene su opistosoma en un arco ascendente para que la cría no toque el suelo durante los próximos meses a medida que los huevos se convierten en postembriones. Los apéndices se hacen visibles. 
Las ninfas que nacen de los postembriones se suben a la espalda de su madre y se adhieren allí con chupones especiales. Después de la primera muda son como adultos en miniatura pero con palpos rojos brillantes y salen de la madriguera. Los individuos tienen un promedio de vida de 4 años.